# Mała Kopa

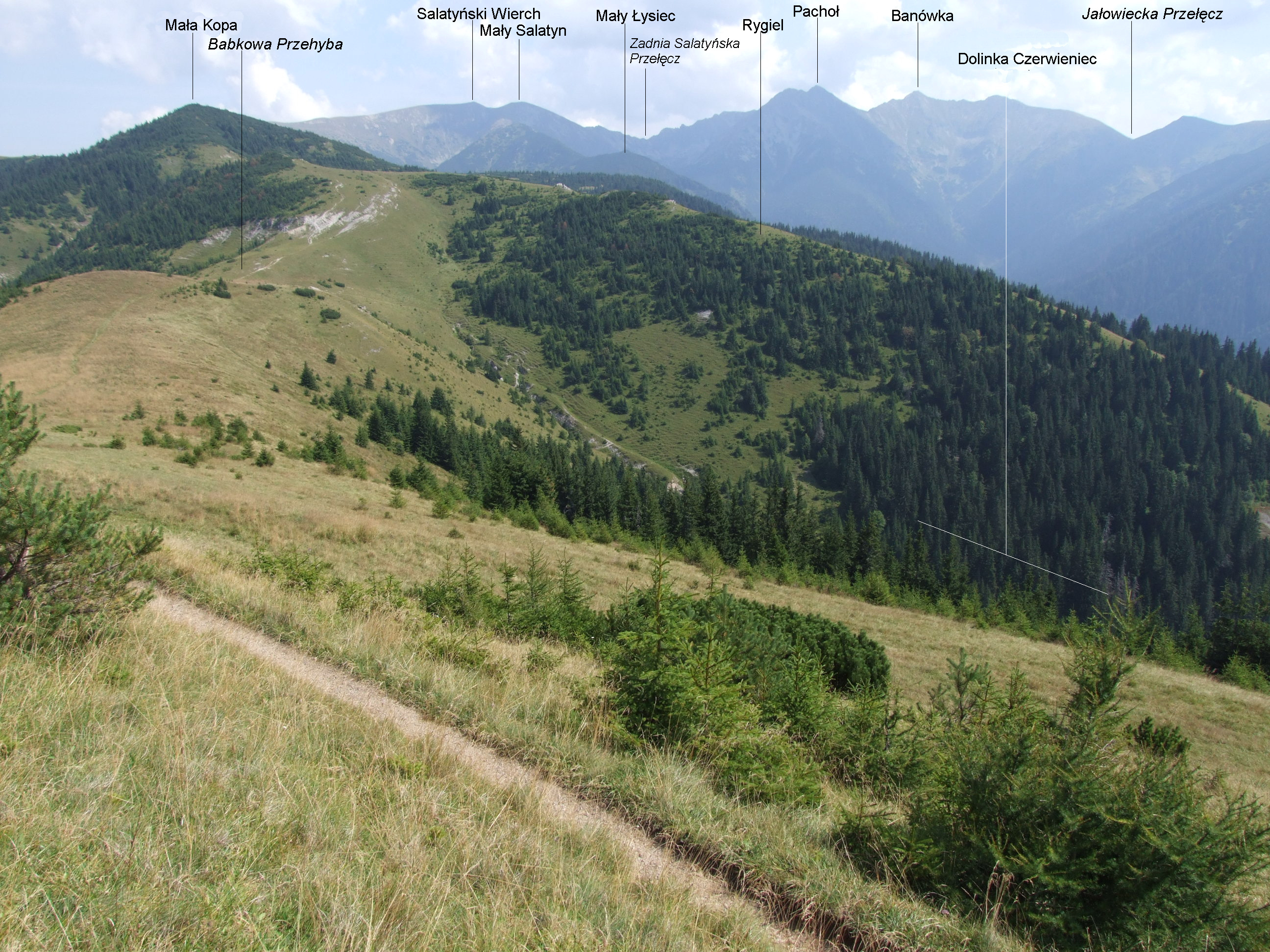
Widok z Babkowej Przehyby

Mała Kopa (słow. Malá kopa, 1637 m n.p.m.) – porośnięty kosodrzewiną, dość wybitny wierzchołek w bocznej, południowej grani Siwego Wierchu w słowackich Tatrach Zachodnich. Wznosi się pomiędzy Wielką Kopą (Veľká kopa, 1648 m) na północnym wschodzie a Babkami (Babky, 1566 m) na południowym zachodzie. Od Wielkiej Kopy szczyt oddzielony jest przełęczą Przedwrocie (Predúvratie, 1585 m), od Babek natomiast Babkową Przehybą, nazywaną też przełęczą Wałowce lub przełęczą Hrtany (Babková priehyba, Hrtany, 1491 m).
Na wschód do Doliny Jałowieckiej z Małej Kopy opada spłaszczony stok zwany Niedźwiedzią Uboczą. Jest na niej Niedźwiedzia Polana, a u południowych podnóży tej uboczy znajduje się Chata Czerwieniec (Chata pod Náružím). W grzbiecie pomiędzy szczytem Małej Kopy a Babkową Przehybą wznosi się niepozorny wierzchołek o wysokości 1565 m. Odchodzi z niego na południe ramię Rygla (Rígeľ), skręcające niżej na południowy wschód, ciągnące się przez polanę Czerwieniec (Červenec) i zakończone szczytem Mnicha (Mních, 1460 m), obrywającym się ku Dolinie Jałowieckiej (Jalovská dolina) ścianami skalnymi. Rygiel oddziela dolinkę Czerwieniec na południowym zachodzie od Mnichowego Żlebu na północnym wschodzie.
W niektórych źródłach Mała Kopa zwana jest Wielką Kopą, natomiast nazwa „Mała Kopa” dotyczy zwornika (1565 m) dla grzbietu Rygla. W artykule przyjęto nazewnictwo stosowane w Wielkiej encyklopedii tatrzańskiej Witolda i Zofii Paryskich oraz na większości map turystycznych.

## Szlaki turystyczne
zielony: rozdroże pod Tokarnią – rozdroże pod Babkami – Babki – Babkowa Przehyba – Przedwrocie – Siwy Wierch. Czas przejścia: 4:50 h, ↓ 4 h. Ścieżka omija wierzchołek Małej Kopy, prowadząc trawersem po jego zachodniej stronie wprost na przełęcz Przedwrocie.
  niebieski: Bobrowiecki Wapiennik – rozdroże pod Babkami – Chata Czerwieniec – Przedwrocie 3:20 h, ↓ 2:35 h. Również ten szlak omija wierzchołek, zataczając łuk po jego wschodniej stronie.
Szlaki te, w odróżnieniu od większości szlaków w słowackich Tatrach, otwarte są przez cały rok. Ponadto na całym grzbiecie dopuszczalne jest uprawianie w zimie narciarstwa pozatrasowego i skialpinizmu. Na samym początku nartostrady znajduje się popularne startowisko paralotniowe.